# Material con patrón disruptivo

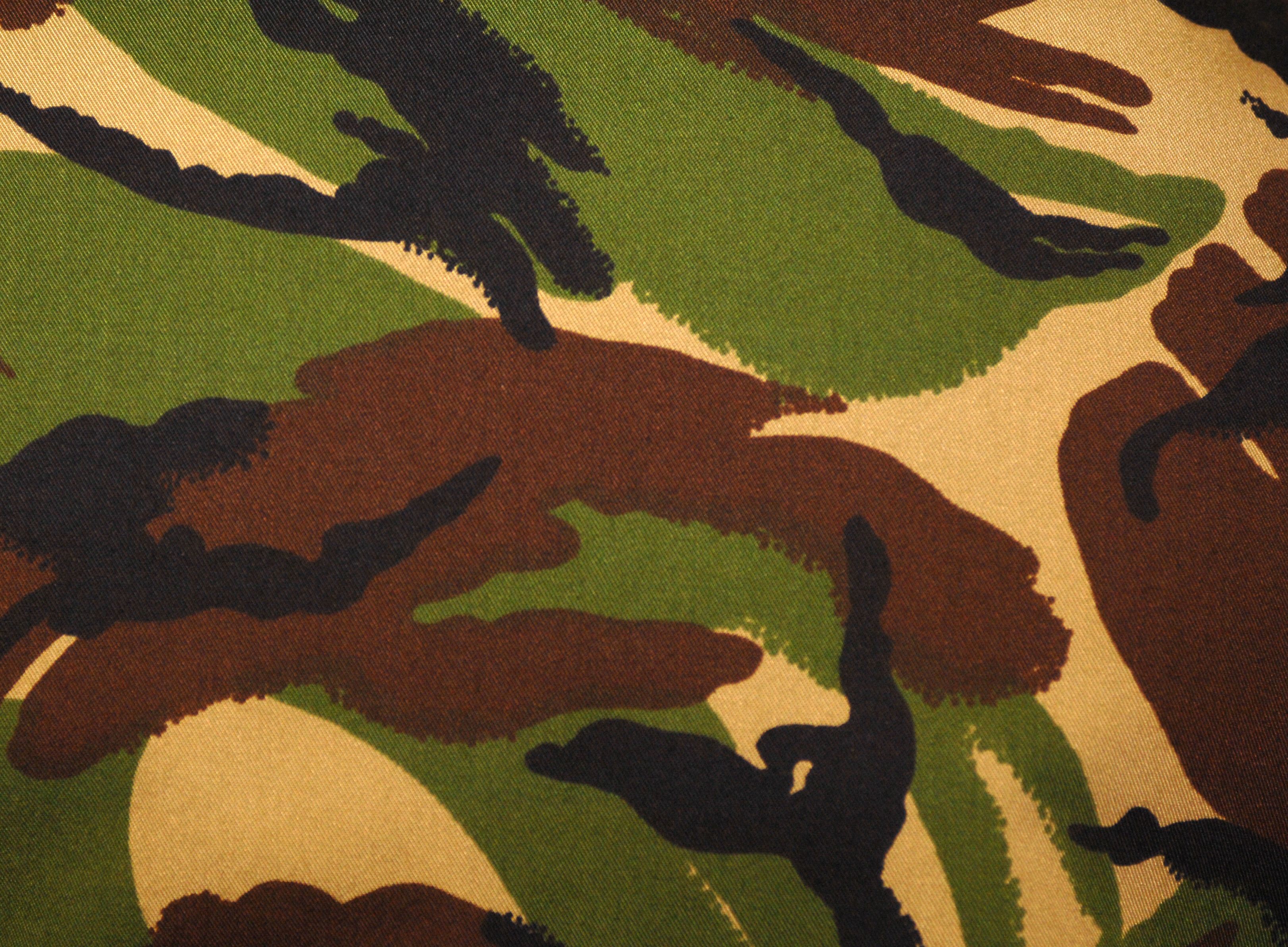
Patrón disruptivo de camuflaje británico para soldado 95.

Material con Patrón Disruptivo (DPM) es el nombre comúnmente utilizado para un patrón de camuflaje utilizado por las Fuerzas Armadas Británicas, así como por muchas otras fuerzas armadas en todo el mundo, particularmente en las antiguas colonias británicas.
Las principales variantes de DPM son un patrón de bosque de cuatro colores y patrones desérticos en dos, tres o cuatro colores. El modelo Woodland DPM se utilizó con el traje de combate templado de peso medio n.º 8 (c.1966/1968) y el traje de combate tropical de peso ligero n.º 9 (c.1976). El posterior modelo DPM del desierto (aproximadamente a fines de la década de 1980) fue designado como el uniforme de combate del desierto n.°5.
DPM también se ha producido en Urban DPM negro/blanco/gris, en varios tonos de azul e incluso en morado.
El DPM ha sido eliminado gradualmente del servicio militar británico y reemplazado por el Patrón Multiterreno.

## Historia
El ejército británico utilizó por primera vez una forma de DPM para la famosa bata Denison entregada al Regimiento de Paracaidistas y a los Comandos Británicos desde principios de la década de 1940. Se dice que los primeros ejemplos de este diseño fueron pintados a mano. El diseño de la bata Denison sufrió cambios menores y continuó utilizándose entre los Royal Marines y el Regimiento de Paracaidistas hasta la década de 1970.

## Desarrollo

### Patrón de 1960
A partir de 1960, el ejército británico recibió el uniforme de campaña modelo 1960, que consistía en una bata de combate, pantalones de combate, una capucha de combate unida a la bata mediante dos botones de charretera y un tercer botón oculto bajo el cuello y, para condiciones excepcionalmente frías, un anorak.

### Primer uso limitado
A comienzos de la década de 1960, se introdujo un nuevo patrón de camuflaje británico que incorporaba los cuatro colores básicos de la paleta templada de Europa occidental: negro, marrón oscuro, verde medio y arena oscura. Este diseño resultó ser altamente efectivo y ha perdurado en su forma fundamental, experimentando únicamente ligeras modificaciones en los tonos y el patrón hasta el día de hoy.
Es probable que este diseño se haya empleado inicialmente en una escala reducida para una bata con capucha, resistente al viento, del modelo de 1963, que fue suministrada exclusivamente a las fuerzas especiales.[cita requerida].
En 1966, el Ejército implementó, aunque no de forma generalizada, un uniforme de campaña con diseño de camuflaje.
El Modelo 1966, conocido de manera informal, presentaba un diseño idéntico al del kit Modelo 1960, aunque su fabricación se realizó en tela DPM. Al igual que su predecesor de color verde oliva liso, está etiquetado como Bata, Combat, Patrón 1960 y Pantalón, Combat, Patrón 1960.
La gama DPM de 1966 no reemplazó por completo la bata y los pantalones de color verde oliva lisos del modelo 1960, que continuaron usándose ampliamente hasta que se lanzó el kit DPM de 1968. Tanto los Royal Marines como el Regimiento de Paracaidistas continuaron usando los Pantalones de Combate, Modelo 1960 con la bata Denison, y se fabricaron ejemplares de estos pantalones incluso después de 1968. Estas unidades finalmente dejaron de emitir la bata Denison (a mediados o fines de la década de 1970) y adoptaron batas en el DPM de emisión general, mientras que durante un tiempo siguieron usando los pantalones lisos color oliva modelo 1960.

### La gama Pattern 1968: primer uso general
Antes de que el equipo del Modelo 1966 estuviera disponible en todas las unidades, se presentó un diseño ligeramente modificado de bata, combate y pantalones, que formó parte de la colección del Modelo 1968. La tela DPM del modelo 1966 sufrió escasas modificaciones para la versión de 1968, y parece que las prendas de este último modelo se fabricaron durante un periodo utilizando dos tipos de tela DPM muy parecidos. Además, se incorporó a la colección una capucha de combate DPM, confeccionada en tela de algodón DPM y con un forro liso de color verde oliva, que se aseguraba en la parte posterior de la bata mediante dos botones de las charreteras y un tercero situado debajo del cuello.
Al hacerlo, el Ejército británico fue el primero en adoptar un uniforme de camuflaje universalmente.
Para los Royal Marines, que tenían la responsabilidad del flanco norte de la OTAN, se introdujeron alrededor de 1972 una bata cortavientos, Arctic y un pantalón cortavientos, Arctic. Estos estaban hechos de un tejido DPM liviano pero a prueba de viento y podían usarse sobre chaquetas y pantalones acolchados en condiciones de frío extremo. El diseño tanto de la bata como del pantalón difiere radicalmente de los diseños estándar y para. La bata es larga y holgada, e incorpora una voluminosa capucha con borde de alambre, mientras que los pantalones tienen cremalleras en la parte inferior de la pierna para permitir ponérselos sobre las botas.
A mediados de la década de 1970 se introdujo una nueva bata paracaidista (DPM) para el Regimiento de Paracaidistas y otras unidades aerotransportadas. Aunque estaba confeccionado con tela de algodón con patrón de 1968, su diseño era más parecido al de su predecesor, la bata Denison.
Al mismo tiempo se introdujo un Smock, Sniper, basado en gran medida en el Smock Parachutist DPM y compartiendo muchos de sus detalles. Se distinguía por sus codos y hombros acolchados, bolsillos inferiores reubicados, múltiples presillas para asegurar material de camuflaje natural y ganchos para la correa del rifle.
A finales de la década de 1970, los equipos de neutralización táctica de la policía de la USAF utilizaron lotes del camuflaje modelo 1968 en la RAF Upper Heyford como reemplazo temporal de los uniformes ERDL/M81 Woodland.

### Desarrollos posteriores

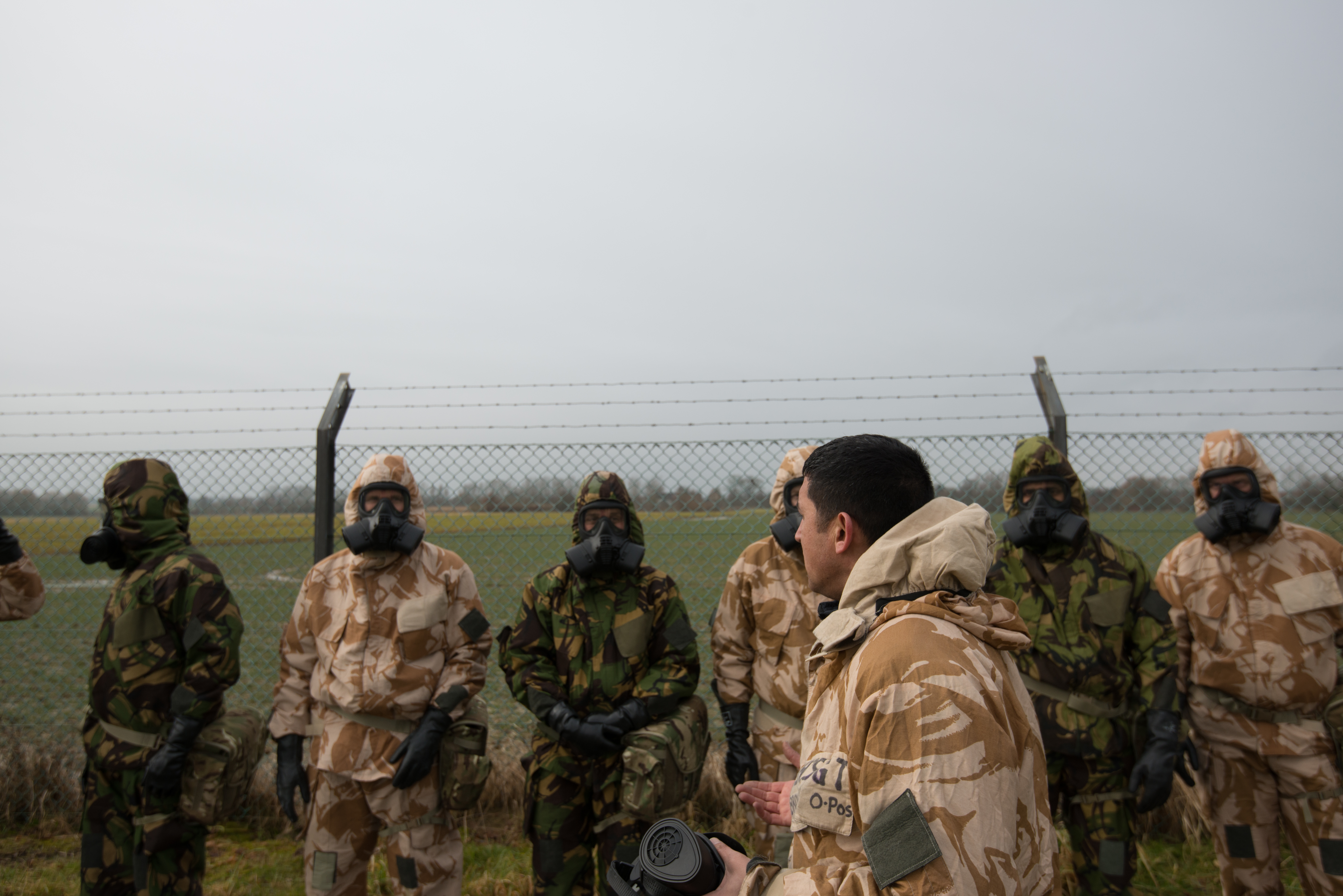
Miembros de las fuerzas armadas británicas vistiendo trajes NBQ en variantes desérticas y templadas del DPM en 2015.

El patrón se modificó ligeramente en números posteriores. En los uniformes DPM de principios de los años 1960 (fabricados a partir de 1966) y 1968, la base de color arena parecía aclararse en tono por la noche, volviéndose peligrosamente visible. Este problema se solucionó a finales de los años 70, cuando los colores arena y marrón se oscurecieron ligeramente. El modelo de 1985 tiene menos puntos y menos precisos y el marrón es mucho más oscuro; el de 1990 y posteriores tiene una banda de formas nuevas y es más pequeño; el de 1994 tiene un color anaranjado en lugar de bronceado. Los uniformes DPM de polialgodón tropical variaban aún más; las primeras versiones tenían colores muy brillantes, en particular un marrón rojizo y un verde esmeralda que se desvanecían a tonos pastel bastante inesperados de verde azulado y marrón rosado con el lavado. Los tropicales de finales de la década de 1970 y principios de la de 1980 tienen una base de arena más amarillenta y son muy buscados por aquellos que desean lucir elegantes, mientras que el estilo de producción final a principios de la década de 1990 utilizó colores más cercanos a los uniformes templados.
Los artículos DPM del sistema de ropa Combat Soldier 95 tienen colores similares al uniforme de 1966. Sin embargo, en lugar de imprimirse los cuatro colores sobre una base blanquecina, el material está tejido en tono arena y sobreimpreso solo con tres colores. Esto produce una pérdida de contraste entre los colores después del lavado y el uso, y la ropa tiende a verse más oscura cuando está mojada que los tipos anteriores.[cita requerida]
Aunque se han realizado ligeros cambios en el DPM y los colores, el patrón es fácil de reconocer. También hay versiones selváticas de DPM donde los colores son más brillantes y en una variación el bronceado es más oscuro que el verde.
Desde 1990[cita requerida] se introdujo un sistema de equipo de transporte de carga personal, producido inicialmente en color verde oliva. El tipo oliva fue rápidamente reemplazado en producción por una versión con un patrón disruptivo, y ahora casi todas las correas y mochilas británicas tienen un patrón disruptivo en el Patrón Multiterreno (MTP).
Los equipos DPM actualmente en uso están recubiertos con IRR (reflexión infrarroja). Este recubrimiento tiene una longitud de onda reflectante específica para mezclarse con los colores naturales en el espectro de luz infrarroja. Esto reduce la visibilidad de los soldados para los dispositivos de visión nocturna, que detectan la luz infrarroja, ya que los árboles y otras plantas verdes reflejan la luz roja intensa y la luz infrarroja (el efecto madera).

#### Variantes del desierto

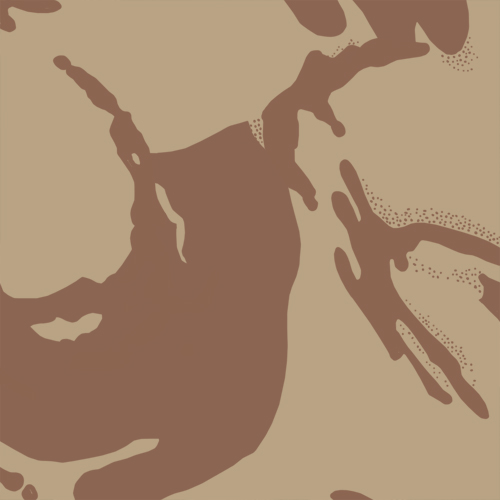
Una muestra del patrón de camuflaje DPM del desierto.

A fines de los años 1980 se emitió por primera vez una variante desértica de forma limitada que consistía en tonos arena y caqui tenues, pero fue reemplazada por una versión de dos colores marrón claro sobre arena en 1990 porque las versiones de cuatro colores (marrón claro y oscuro, caqui y arena) habían sido adoptadas por algunos países de Medio Oriente, en particular Kuwait y la Guardia Republicana Iraquí. Una variante que incluye un tono verde también es usada actualmente por los miembros de las Fuerzas Armadas Nacionales de Indonesia asignados al Contingente Garuda que sirve en las misiones de mantenimiento de la paz de las Naciones Unidas.
También existe una versión de tres colores (marrón rojizo, caqui y arena) que fue usada por las fuerzas sirias, las fuerzas libanesas, y la Guardia Nacional de Arabia Saudita.

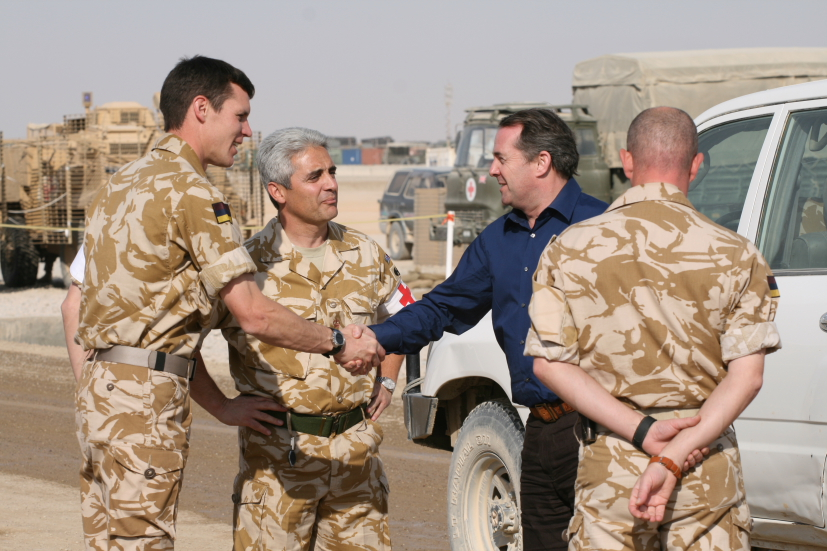
Tropas británicas vistiendo el uniforme de combate del desierto bicolor número 5 en 2007.
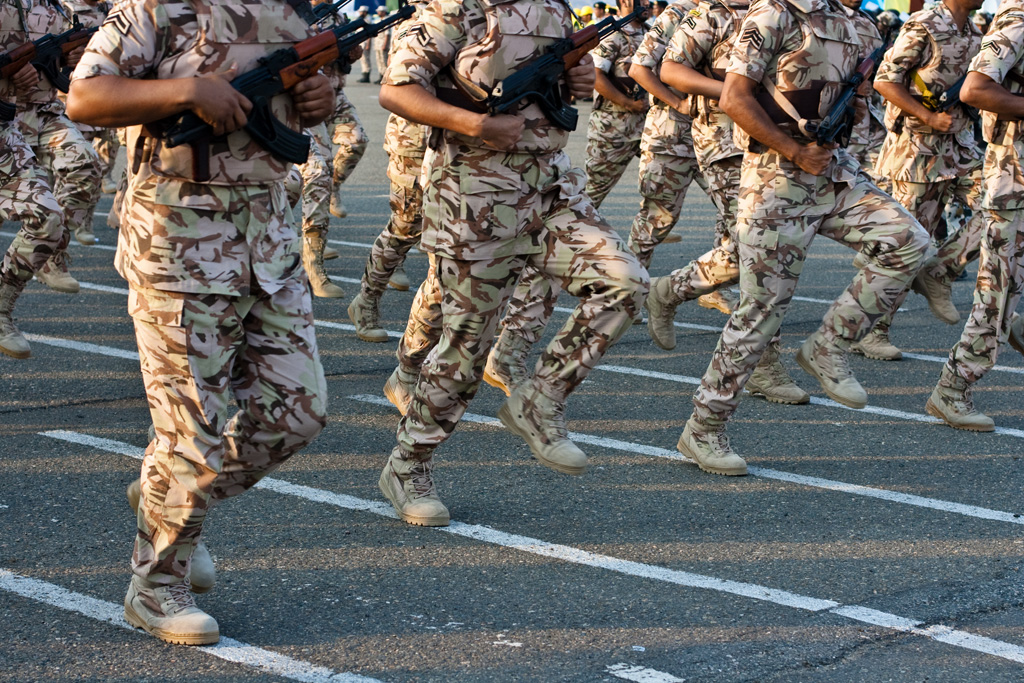
Los guardias nacionales de Arabia Saudita pasan corriendo con uniformes tricolores con patrón disruptivo para el desierto.
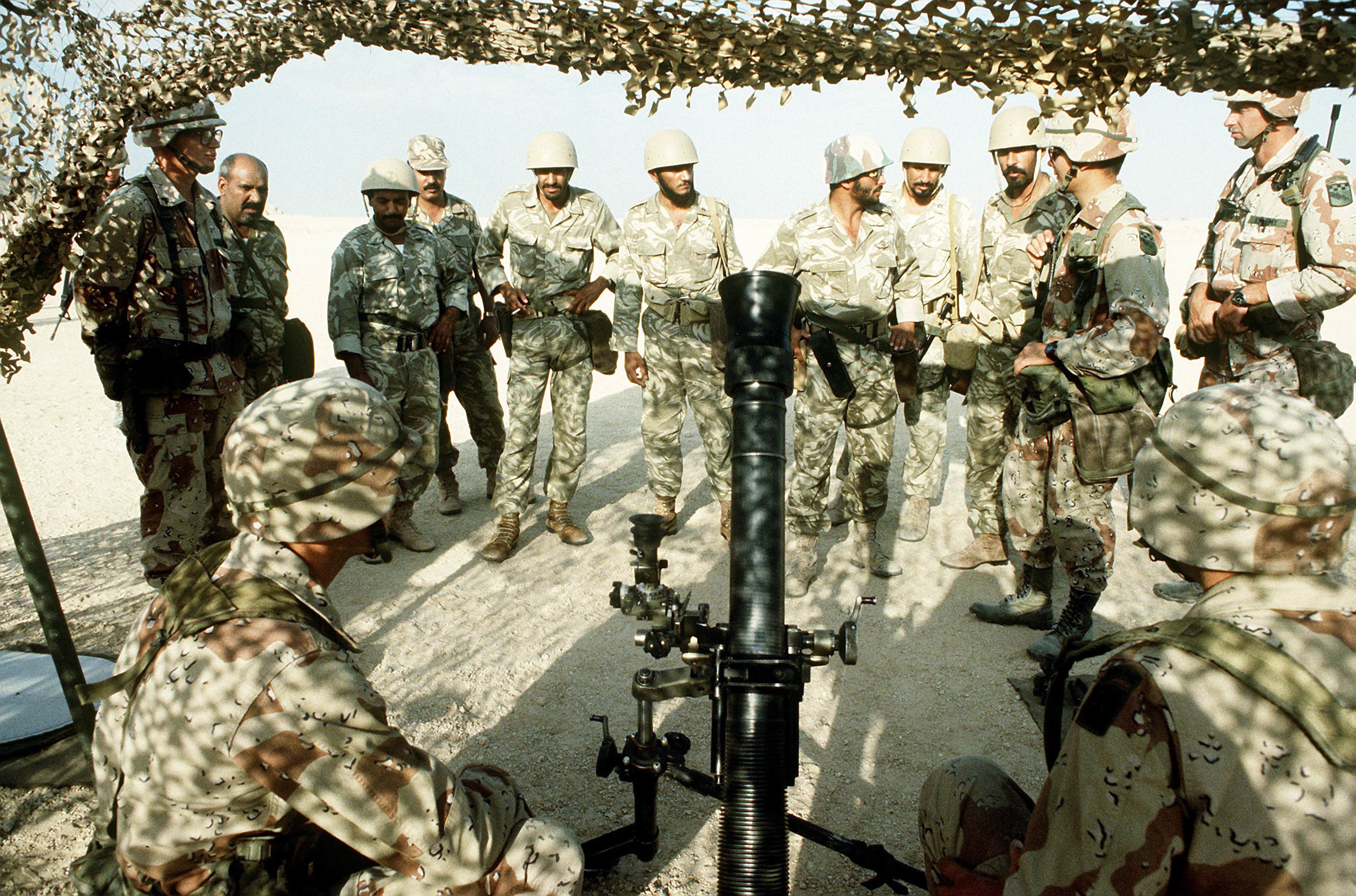
Guardias Nacionales de Arabia Saudita vistiendo uniformes tricolores con patrón disruptivo para el desierto durante la Operación Escudo del Desierto.
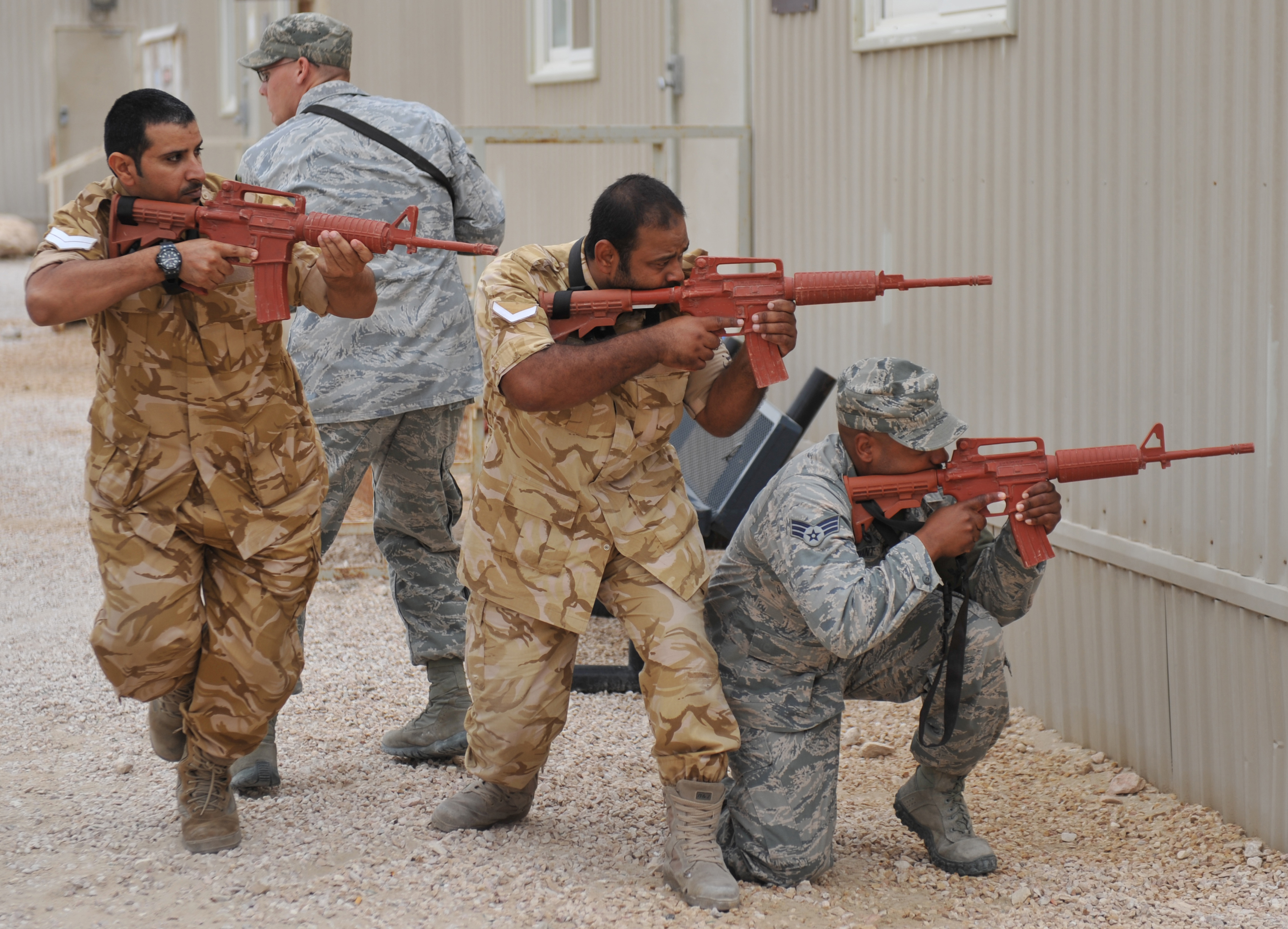
Ejemplos de una variante desértica de cuatro colores del DPM.
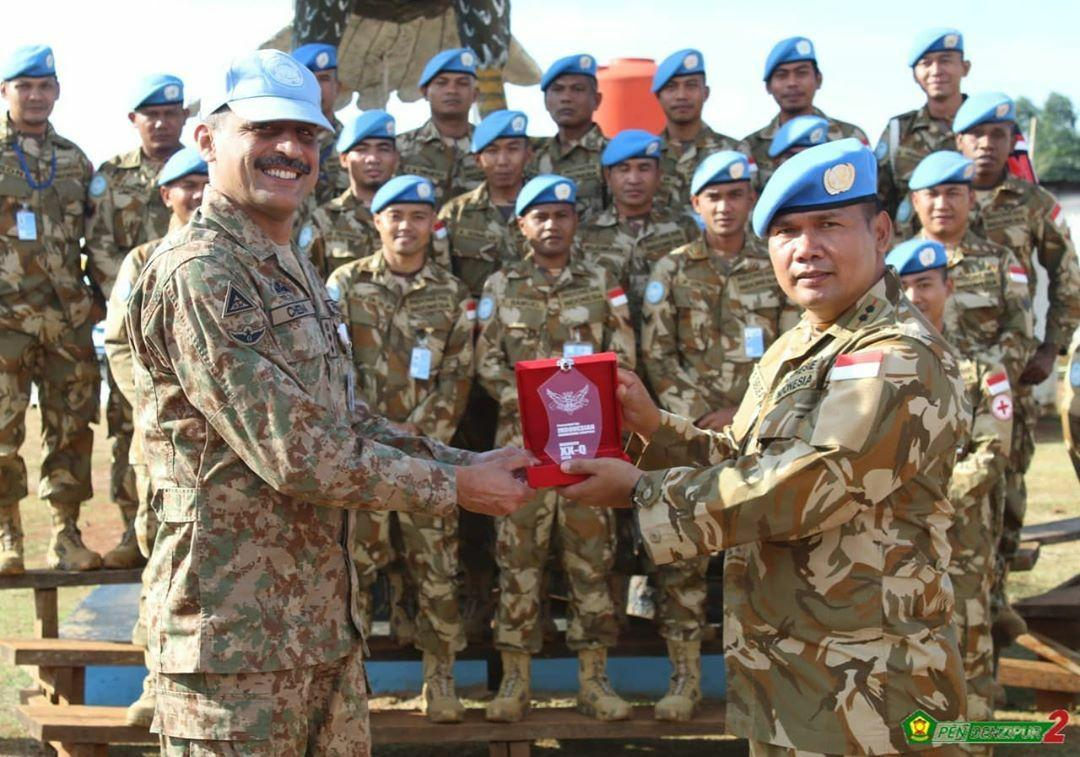
Múltiples ejemplos de la variante indonesia de cuatro colores del DPM del desierto

## Variantes

### GVT-M93
Un desarrollo del DPM utilizado por las Fuerzas Armadas de los Países Bajos[cita requerida]

## Reemplazo
El Patrón Multiterreno (MTP) es un patrón de camuflaje de seis colores destinado a reemplazar tanto el uniforme de bosque de cuatro colores del DPM como el uniforme de patrón de desierto utilizado por las Fuerzas Armadas Británicas. El MTP se adquirió y anunció a finales de 2009, con vistas a su uso en el teatro de operaciones de Afganistán, pero con aplicación en otros teatros. Se probaron y evaluaron una variedad de patrones en Gran Bretaña, Chipre, Kenia y Afganistán comparándolos con DPM, patrones desérticos y patrones existentes disponibles comercialmente. En abril de 2010, comenzaron a entregarse uniformes de combate del MTP a las fuerzas desplegadas en Afganistán.
Estaba previsto que el DPM se eliminara por completo de las fuerzas regulares y de reserva británicas en 2016, pero las fuerzas especiales aún podrían conservar el uso del DPM de patrón de jungla para operaciones en la jungla.